# Новий Двур (Новотомиський повіт)
Новий Двур (пол. Nowy Dwór) — село в Польщі, у гміні Збоншинь Новотомиського повіту Великопольського воєводства.
Населення — 579 осіб (2011).
У 1975-1998 роках село належало до Зеленоґурського воєводства.

## Демографія
Демографічна структура станом на 31 березня 2011 року:
|          | Загалом | Допрацездатний вік | Працездатний вік | Постпрацездатний вік |
| -------- | ------- | ------------------ | ---------------- | -------------------- |
| Чоловіки | 290     | 74                 | 193              | 23                   |
| Жінки    | 289     | 65                 | 170              | 54                   |
| Разом    | 579     | 139                | 363              | 77                   |